# Antoine-Adrien-Charles de Gramont
Antoine-Adrien-Charles, comte de Gramont d'Aster (22 juillet 1726 - 22 septembre 1762, Bayonne), est un général français.

## Biographie
Fils du duc Louis de Gramont et petit-fils du maréchal Charles-Armand de Gontaut-Biron, il suit la carrière des armes et rentre dans le régiment des Gardes françaises en 1738. Il est promu capitaine de ce régiment en 1740, puis colonel du régiment de Hainaut infanterie en 1745, sur le champ de bataille de Fontenoy, où son père venait d'être tué. 
Prenant part à toutes les campagnes en Flandres et en Hollande de 1744 à 1748. Il passe brigadier des armées du roi en 1747 et colonel lieutenant du régiment Dauphin-Infanterie en 1748.
Il devient menin du Dauphin de France en 1752
Gramont est nommé commandant en chef des troupes à Bayonne, en Navarre et en Béarn en 1756, ainsi que de la généralité d'Auch. Il passe maréchal de camp en 1758.

## Mariage et descendance
Il épouse le 15 mai 1748 Marie-Louise-Sophie de Faoucq, fille unique de Gui-Etienne-Alexandre de Faoucq, marquis de Garnetot, et de Charlotte-Sophie de Sonning.
De ce mariage sont nés:
- Geneviève de Gramont (1751-1794), épouse du comte d'Ossun,
- un fils (1752-1759), comte d'Aster,
- Antoine-Louis-Marie de Gramont (1755-1836), futur duc de Gramont,
- Antoine-François de Gramont (1758-1795), comte d'Aster (père d'Antoine de Gramont d'Aster).

## Sources
- Jean-Baptiste-Pierre Jullien de Courcelles, Histoire généalogique et heraldique des Pairs de France, des grands dignitaires de la couronne des principales familles nobles du royaume et des maisons princieres de l'Europe, precedee de la genealogie de la maison de France, 1826
- Encyclopédie des gens du monde: répertoire universel des sciences, des lettres et des arts; avec des notices sur les principales familles historiques et sur les personnages célèbres, morts et vivants, Volume 12, 1839
- Paul Lucas Simplicien, L'état de la France contenant les princes, le clergé..., 1736